# Epiphragma (Epiphragma) illingworthi
Epiphragma (Epiphragma) illingworthi is een tweevleugelige uit de familie steltmuggen (Limoniidae). De soort komt voor in het Australaziatisch gebied.